# Четири теорије о штампи
Четири теорије о штампи (Siebert, Peterson i Schramm, 1956) је студиј у коме аутори медијске системе разликују на основу друштвеног уређења држава у којима дјелују, као и одређених историјских и културолошких услова средина у којима су настали. У студији се, мање више, представљају и сентетизују тад актуелне главне нормативне теорије медија. Све оне углавном претпоставаљају да медијски системи одсликавају друштвено-политичке особине друштва у којим су. Четити тероије штампе су:

## Ауторитарна теорија
Према овој теорији штампа је настала у вријеме када су у већини европских земаља 16. и 17. вијека махом владали монаси, који су то постали "Божијом вољом". Будући да је мали број људи био писмен, а истина приписивана Божијој ријечи, владарима о повлаштеном слоју писмених, државе су једине имале ауторитет над истином и небеско надахнуће да одлучују о томе шта ће се штампати. Стога је држава била издавач, односно издавала дозволе за штампање и штампу и службено је вршила цензуру над штампаним садржајима. Они који би кршили оваква правила били би строго кажњавани.

## Либерална теорија
Она је утемељена на филозофским и политичким идејама рационализма, француског просвјетитељства и либерализма- попут Ареопагитике Џона Милтона или трактата О слободи Џона Стјуарта Милса- да је човјек слободно рационално биће које има могућност да сам спозна истину, те држава или јавност немају право да контролишу или ограничавају јавно комуницирање путем штампе и других медија. Према овој теорији, медији би требало да буду потпуно слободни и да објављују оно што желе, без обзира на квалитет или прихватљивост садржаја за неке особе или друштвене заједнице. С друге стране, слободно тржиште идеја ће омогућити да истина увијек изађе на видјело. Капиталистичка филозофија приватног власништва и тржишног друштва је друга идејна основа ове теорије.

## Теорија друштвене одговорности
Настала је у вријеме када су демократска друштва пролазе кроз тежак период економских и политичких криза и стравичних посљедица Првог и Другог свкетског рата. Исто тако, уз повећање броја становника и све већу урбанизацију, појављују се и филм, радио и телевизија, али и све већа монополизација медија. У периоду између два рата долази и до спознаје да потпуно слободна штампа може да доведе у опасност друштва. Стога штампа треба да је, не само слободна, него и одговорна према заједници којој се обраћа. Штампа која прижа имнформације и форум за размјену мишљења треба да буде у служби демократских система, да би грађанима омогућила да учествују у доношењу одлука, затим да штити права грађана тако што дјелује као заштитник грађана од власти...

## Теорија совјетског капитализма
Према овој теорији, штампа ради у интересу социјалистичког друштва, подстиче циљеве комунизма и помаже у развоју бескласног друштва у коме људи неће само имати једнака права, него ће бити једнаки и политички и економски. У комунизму су грађани власници медија. Ипак, у тадашњем Совјетском Савезу, у име грађана је била држава и партија. А гледишта која су преиспитивала рад државе или партије су често била цензурисана. Нестанком Совјетског Савеза овај модел се преобразио у различите облике, односно комбинације сва четири наведена модела, посебно у земљама које су имале или имају друштвено-политичке системе који су слични совјетском.